# Harry Maximilian Buchberger
Harry Maximilian Buchberger (* 25. August 1923 in Breslau; † 16. Februar 2013 in Kleinmachnow) war ein deutscher Silber- und Goldschmied sowie Bildhauer, Medailleur und Stiftungs-Gründer.

## Leben

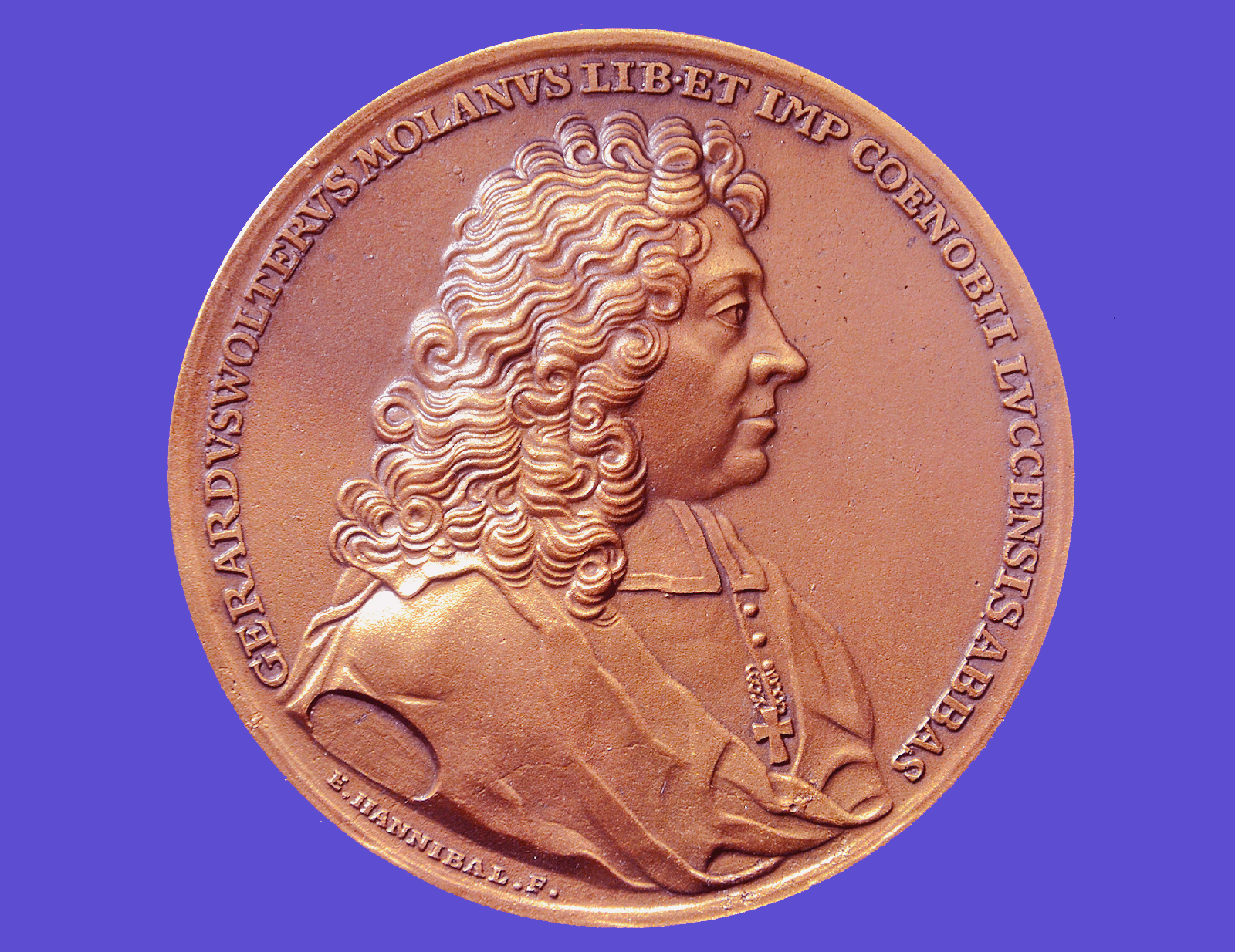
Der Loccumer Abt Gerhard Wolter Molanus (1633–1722), Begründer der Münzsammlung der Welfen;
Replik einer von Ehrenreich Hannibal 1722 geschaffenen Sterbemedaille durch Harry Maximilian Buchberger für die Nord/LB, ausgestellt im Niedersächsischen Münzkabinett im Niedersächsischen Landesmuseum

Geboren zur Zeit der Weimarer Republik im damaligen Breslau in Schlesien und hineingewachsen in die Zeit des Nationalsozialismus, erlitt Harry Maximilian Buchberger als junger Mann im Zweiten Weltkrieg eine schwere Kriegsverwundung. Danach durchlief er eine Ausbildung zum Gold- und Silberschmied, um dann in den frühen Jahren der Bundesrepublik Deutschland von 1953 bis 1956 an der Staatlichen Zeichenakademie Hanau zu studieren. Ebenfalls zunächst in Hanau eröffnete er 1956 ein eigenes Atelier für sakrales und profanes Gerät, verlegte dieses 1973 nach West-Berlin und übersiedelte nach weiteren sieben Jahren nach Meersburg am Bodensee, wo er bis zum Jahr 2000 lebte und arbeitete.
Von Meersburg aus beteiligte sich Buchberger mit seinen Werken an Medaillen-Ausstellungen der Fédération internationale de la médaille d’art (FIDEM) 1992 in London und 1996 in Neuchâtel.
Zuletzt lebte Buchberger in Kleinmachnow bei Berlin. Nachdem die von ihm gefertigte Medaille auf das Jubiläum der Universität Breslau im Jahr 2004 mit dem zweiten Preis des Graveurpreises „Johann Veit Döll“ der Stadt Suhl ausgezeichnet und Buchberger im Folgejahr 2005 mit der Goldmedaille der Universität Breslau geehrt wurde, errichtete er im Jahr 2007, wenige Jahre vor seinem Tod, die anfangs nach ihm benannte Harry Maximilian Buchberger-Stiftung zur Förderung der Deutsch-Polnischen Gesellschaft der Universität Wroclaw e.V., heute kurz Leopoldina-Stiftung.

## Werke (Auswahl)
- 1969: 60 Jahre Flugplatz Hangelar, 30./31.8.1969; Medaillon (in Varianten) hergestellt von Hoffstätter in Bonn; auf der Vorderseite mit einem als Ikarus stilisierten fliegenden Menschen[1]
- 1969, 1970 [und o. J., 1971]: 20. Deutsche Kunstflug Meisterschaft Giebelstadt 11. – 14. September, Plakette (doppelseitig) mit teils geometrisch-konstruktiven Formen mit verschiedenfarbig emaillierten Feldern, Künstlersignatur HMB[1]